# Decaphora cubana
Espèce
Synonymes
- Pseudosparianthis cubana Banks, 1909
- Decaphora trabiformis Franganillo, 1931

Decaphora cubana est une espèce d'araignées aranéomorphes de la famille des Sparassidae.

## Distribution
Cette espèce se rencontre à Cuba, aux Bahamas et aux États-Unis en Floride,.

## Description
La femelle holotype mesure 10 mm.
Le mâle décrit par Rheims et Alayón en 2014 mesure 9,4 mm et la femelle 9,7 mm, les mâles mesurent de 7,5 à 10,0 mm et les femelles de 6,6 à 10,2 mm.

## Systématique et taxinomie
Cette espèce a été décrite sous le protonyme Pseudosparianthis cubana par Banks en 1909. Elle est placée dans le genre Tentabunda par Fox en 1937 puis dans le genre Decaphora par Rheims et Alayón en 2014.
Decaphora trabiformis a été placée en synonymie par Rheims et Alayón en 2014.

## Étymologie
Son nom d'espèce lui a été donné en référence au lieu de sa découverte, Cuba.

## Publication originale
- Banks, 1909 : « Arachnida of Cuba. » Estación Central Agronómica de Cuba, Second Report, II, p. 150-174.